# Xã Myhre, Quận Lake of the Woods, Minnesota
Xã Myhre (tiếng Anh: Myhre Township) là một xã thuộc quận Lake of the Woods, tiểu bang Minnesota, Hoa Kỳ. Năm 2010, dân số của xã này là 180 người.